# احمد چالیک
احمد چالیق (ترکی استانبولی: Ahmet Çalık) (زاده ۱۹۵۸) کارآفرین، بازرگان و مدیر ارشد اجرایی اهل ترکیه است، که در سال ۱۹۹۷ شرکت چالیک هلدینگ را تأسیس نمود.